# Eudorylas anfractus
Eudorylas anfractus är en tvåvingeart som beskrevs av Skevington 2003. Eudorylas anfractus ingår i släktet Eudorylas och familjen ögonflugor. Inga underarter finns listade i Catalogue of Life.